# Juliette Binoche
Juliette Binoche (født 9. marts 1964) er en polsk-fransk skuespillerinde.

## Tidlige liv og karriere
Binoche blev født i Paris. Hendes forældre skiltes da hun var fire. Hendes mor var teaterskuespiller og allerede som 17-årig optråde Juliette i en studenterproduktion af Ionescos Le Roi se meurt.
Senere blev hun filmskuespiller. Hun har, blandt andet, vundet en Oscar og Sølvbjørn for rollen som Hana i Den engelske patient og en César-pris for Blå. Det siges, at hun afviste en rolle i Jurassic Park for at spille i Blå.[kilde mangler]
Hun har to børn.

## Udvalgt filmografi
- Mauvais Sang (1986)
- Tilværelsens ulidelige lethed (The Unbearable Lightness of Being, 1988)
- Les Amants du Pont-Neuf (1991)
- Stormfuldte højder (Wuthering Heights, 1992)
- Blå (Trois Couleurs: Bleu,1993; César-pris)
- Hvid (Trois Couleurs: Blanc, 1994)
- Rød (Trois Couleurs: Rouge, 1994)
- Husaren på taget (1995)
- Den engelske patient (1996; Oscar)
- La Veuve de Saint-Pierre (2000)
- Chocolat (2000)
- Skjult af Michael Haneke(2005)
- Elles (2012) med manuskript af danske Tine Byrckel
- Godzilla (2014)